# Танец волка
«Танец волка» — второй студийный альбом рок-группы «Пикник», оригинальная версия которого записана в 1984 году Андреем Тропилло в Доме юного техника и выпущена тогда же в качестве магнитоальбома. Альбом был записан в средневековом жанре, склонном к готике, и отличался мрачностью и безысходностью сюжетов и песен.
Популярность «Пикника» в то время уже начинала расти, хотя в этот период группа практически не существовала. А песня «Великан», записанная ещё в 1983 году, была внесена в «Шедевры Русского Рока» и обсуждалась в нескольких рок-клубах.
Спустя десять лет, в 1994 году принимается решение так же перезаписать альбом, как годом ранее перезаписали «Дым». Тогда же выходит новая, перезаписанная версия альбома. Ниже представлены треки из новой версии и их хронометраж.
В 2004 году студия Grand Records выпустила версию этого альбома с единственным бонус-треком — специальной версией песни «Там на самом на краю земли».
Осенью 2013 года альбом был переиздан без бонусов на виниловой пластинке музыкальным издательством «Бомба Мьюзик» в рамках «Красной серии» альбомов группы «Пикник».

## Список композиций
| №  | Название                 | Длительность |
| -- | ------------------------ | ------------ |
| 1. | «Много дивного на свете» | 6:13         |
| 2. | «Инквизитор»             | 5:38         |
| 3. | «Я иду по дну»           | 4:33         |
| 4. | «Великан»                | 4:58         |
| 5. | «А учили меня летать»    | 4:27         |
| 6. | «Железный орех»          | 6:01         |
| 7. | «Новозеландская песня»   | 3:14         |

Общее время звучания: 35:08
Также существует и оригинальная версия альбома 1984 года, которая отличается лишь тем, что она короче новой версии на 5 минут. Также, если верить некоторым музыкальным энциклопедиям, в записи принимал участие клавишник Виктор Сергеев.
В 2004 году студия Grand Records выпустила версию этого альбома с дополнительным bonus track:
1. Там на самом краю земли (bonus-track) — 2:36. Текст песни «Инквизитор» фигурировал в книге Сумеречный Дозор.

## Дорожки оригинальной версии с отличным от новой версии хронометражем
| №  | Название                 | Длительность |
| -- | ------------------------ | ------------ |
| 1. | «Много дивного на свете» | 6:24         |
| 2. | «Инквизитор»             | 4:11         |
| 3. | «Я иду по дну»           | 3:42         |
| 4. | «Великан»                | 4:26         |
| 5. | «А учили меня летать»    | 3:43         |
| 6. | «Железный орех»          | 4:19         |
| 7. | «Новозеландская песня»   | 3:14         |

Общее время звучания: 29:54

## Участники записи
- Эдмунд Шклярский — музыка, слова, вокал, гитара, клавишные
- Александр Савельев — гитара
- Владимир Сизов — бас-гитара
- Сергей Воронин — клавишные
- Виктор Сергеев — клавишные (участие в записи оригинала неясно)
- Александр Фёдоров — ударные
- Мастеринг: М. Насонкин (М&М)
- Продюсер: О. Круглов
- Звукорежиссёры: И. Булаховский, А. Тропилло (оригинальная версия)
- Художник: М. Румянов
- Редактор: А. Савельев, Дэ’Стеклов